# Callionima denticulata
Espèce
Callionima denticulata est une espèce de lépidoptères (papillons) de la famille des Sphingidae. 

## Description
Imago
L'envergure varie de 59 à 7 mm. L'espèce ressemble beaucoup à Callionima pan , mais l'apex de l'aile antérieure est fortement tronqué, la marge extérieure fortement creusée sous le sommet et nettement dentée. La moitié proximale de la face ventral de l'aile antérieur est nettement orange, et contrastant avec la partie distale brun-grisâtre. La face dorsale de l'aile postérieur est comme celle de Callionima pan, mais la tache anale noire a une largeur d'au moins 1,5 mm.
La chenielle
La couleur dominante est le vert avec des spiracles orange rougeâtre et une ligne longitudinale, pointillée par le bas et une corne anale épaisse de couleur orange .

## Répartition et habitat
L'espèce est connue au Panama, Mexique, Costa Rica, Nicaragua, Bolivie, Pérou et l'ouest du Venezuela.

## Biologie
les adultes volent toute l'année au Costa Rica.
Les chenilles se nourrissent de Tabernaemontana alba et probablement d'autres espèces d'Apocynaceae.

## Systématique
L'espèce a été décrite par l'entomologiste américain William Schaus 1895 sous le nom initial de Calliomma denticulata. La localité type est Jalapa au Mexique.

### Synonymie
- Calliomma denticulata Schaus, 1895protonyme